# Суванай Акіко
Акіко Суванай (яп. 诹 访 内 晶 子; нар. 7 лютого 1972, Токіо) — японська скрипалька.

## Біографія
Навчалася в Тосія Ето консерваторії Тохо Гакуен в Токіо, у Дороті Делей в Джульярдській школі, а також в Колумбійському університеті та в Берлінській вищій школі музики. Грає на скрипці «Dolphin» Антоніо Страдіварі, виготовленій 1714 року.

## Репертуар
Бах, Бетховен, Шуман, Мендельсон, Берліоз, Дворжак, Брамс, Сібеліус, Чайковський, Сарасате, Лало, Равель, Брух, Яначек, Прокоф'єв, Тору Такеміцу, Вільям Волтон, Кшиштоф Пендерецький, Петер Етвеш.

## Творча співпраця
Виступала з такими диригентами, як Вольфганг Завалліш, Невіл Маррінер, П'єр Булез, Мстислав Ростропович, Євген Светланов, Андре Превін, Крістоф фон Донаньї, Геннадій Рождественський, Роджер Норрінгтон, Лорін Маазель, Юрій Темірканов, Шарль Дютуа, Зубін Мета, Чон Мен Хун, Еліаху Інбал, Сейдзі Одзава, Володимир Ашкеназі, Кристоф Ешенбах, Іван Фішер, Пааво Ярві, Леонард Слаткін, Еммануель Кривін, Джанандреа Нозеда, Михайло Плетньов, Валерій Гергієв, Володимир Співаков, Сакарі Орам та ін.

## Визнання
Друга премія на конкурсі королеви Єлизавети (1989). Перша премія на Міжнародному конкурсі Чайковського (1990).

## Дискографія
- 1997: Concerto No. 1 / Scottish Fantasy
- 1998: Suwanai: Souvenir
- 2001: Violin Concerto, etc
- 2001: Mendelssohn: Violin Concerto in E Minor / Tchaikovsky: Violin Concerto in D Major
- 2002: Brahms, Dvořák, Janáček
- 2003: Sibelius & Walton Violin Concertos
- 2004: Poème
- 2006: Bach: Violin Concertos